# Edward Smigly-Rydz
Edward Smigly-Rydz (11 de març de 1886 - 2 de desembre de 1941), alies Śmigły, Tarłowski, Adam Zawisza, fou un polític, militar, pintor i poeta polonès, i comandant en Cap de l'exèrcit polonès durant la Campanya de Polònia el 1939, primera etapa de la Segona Guerra Mundial.

## Biografia
Nasqué a Łapszyn, fill d'un sotsoficial de l'exèrcit austrohongarès. Orfe als 13 anys, va ser criat pels seus avis materns i, a la mort d'aquests, per la família del metge del poble. Després de graduar-se amb distinció a l'institut, va anar cap a Cracòvia per a completar els seus estudis de filosofia i història de l'art a la Universitat Jagiellonian. Va estudiar per ser pintor a l'Acadèmia d'Arts de Cracòvia, i després a Viena i Múnic. Entre 1910-11 va estar a l'Acadèmia d'Oficials de Reserva a Viena i va estar un temps destinat al 4t. Regiment d'Infanteria "Deutschmeister" (després "Archduke Eugene").
Un cop completada la seva educació militar amb distinció, li van oferir un lloc a l'exèrcit imperial, oferiment que declinà, per passar a ser el 1912 un dels fundadors de l'organització paramilitar Związek Strzelecki (Associació de Fusellers). Mobilitzat el 1914 per l'Exèrcit Austríac, va ser enviat a les Legions Poloneses a l'agost, lluitant a la 1a Brigada Polonesa de Józef Piłsudski. Va participar en diverses batalles contra els russos al sud del Vístula, ascendint ràpidament i arribant a Coronel el 1916 (si bé seguia pintant i exhibint a Cracòvia).
El 1917, després de refusar prendre jurament a les autoritats alemanyes i austriaques, les legions poloneses van ser desmobilitzades, els seus soldats van ser internats i Rydz va ser tancat a la fortalesa de Magdeburg. En Piłsudski el nomenà comandant de l'Organització Militar Polonesa, i adoptà l'àlies de Śmigły (Ràpid o Àgil), que es convertiria en part del seu cognom.
A l'octubre de 1918 va entrar a formar part del govern socialista de Ignacy Daszyński a Lublin com a ministre de la guerra, sent ascendit a Brigadier General. Aquest va ser el primer cop en què fa servir el seu nom complet de Rydz-Śmigły. El 18 de novembre de 1918, el govern va abandonar tot el poder a Piłsudski, qui es convertí en el Cap d'Estat Provisional.

### Triomfs Militars
Durant la Guerra Poloneso-Soviètica de 1919-21, en Rydz comandà diverses ofensives de l'exèrcit polonès, capturant les ciutats de Wilno i Dvinsk. Després va ser nomenat Comandant en Cap de les Forces Armades Letones i conquerí Livònia a l'Exèrcit Roig. A continuació destruí la 12a Divisió de l'Exèrcit Roig i conquerí Kíev. Llavors passà a dirigir el Front Central de les forces poloneses durant la batalla de Varsòvia (coneguda com "el miracle del Vístula). A aquesta batalla decisiva, el comandant polonès Piłsduski va derrotar totalment al comandant soviètic Mikhaïl Tukhatxevski. El Front Central de Rydz-Śmigły bloquejà l'atac soviètic, bloquejant les rutes de fugida dels derrotats 4t i 15è exèrcits soviètics, així com el del 3r Cos de Cavalleria del General Dimitrievitx Gay, qui va haver de fugir a la Prússia Oriental i on va ser internat pels alemanys.

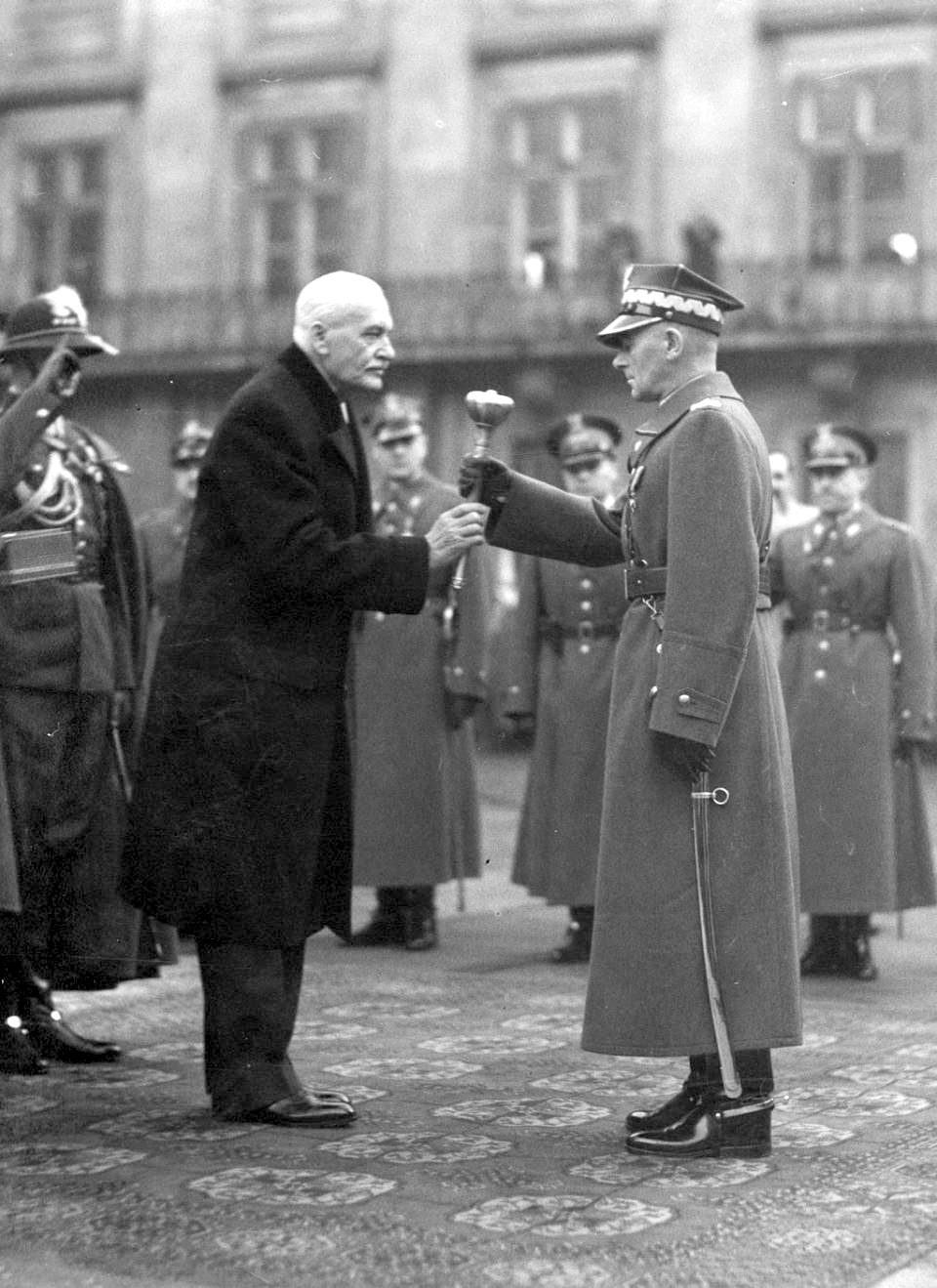
Rydz-Śmigły rep la Buława del President Ignacy Mościcki, a Varsòvia, el 10 de novembre de 1936.

### El Segon Home de l'Estat
Després de la Guerra de 1919-21 va ser nomenat Inspector General de l'Exèrcit Polonès al districte de Vilna i després a Varsòvia. El 1926, durant el Cop d'Estat (el Cop de Maig) de Piłsudski, optà pel bàndol del mariscal i envià tropes a Wilno per a reforçar les tropes sublevades a Varsòvia. En Piłsudski no va oblidar mai aquesta fidelitat, i el 1929 va ser nomenat diputat de tots els afers de l'Est. El 13 de maig de 1935, d'acord amb la darrera voluntat d'en Piłsudski, és nomenat pel President i el Govern com Inspector General de les Forces Armades Poloneses, i el 10 de novembre de 1936 és ascendit al rang de Mariscal de Polònia: a partir d'aquell moment passa a ser l'home més poderós a Polònia, i extra-oficialment se li atorga el títol de "Segon Home de l'Estat després del President". El govern té cada cop un talant més autoritari i conservador, amb un equilibri de poders entre el conservador Śmigły-Rydz i el moderat Ignacy Mościcki, qui segueix com a President. Durant un temps va valorar la possibilitat d'aliar-se amb el Partit Lliberal dels Camperols (PSL), però després de desestimar-ho, es llançà cada cop més cap a l'extrema dreta. El 1938 es reconcilià amb el president, però també s'establí la divisió dels "Homes del President" (o "Grup del Castell", civils en la seva majoria, i els "Homes del Mariscal", que es tractava majoritàriament de vells camarades d'en Piłsudski i d'oficials professionals.

### 1939
Al març de 1939, Hitler ocupà Bohèmia i Moravia i creà l'estat satèl·lit d'Eslovàquia. Això envoltava per un anell de ferro per tots els costats excepte per l'Est. Rydz fou l'únic membre del Gabinet que veié clarament l'amenaça d'un conflicte amb Alemanya. Tanmateix, quedava molt poc temps per crear plans operatius a l'oest. Durant les negociacions a Moscou d'agost de 1939, Rydz rebutjà tots els intents de les potències occidentals perquè l'Exèrcit Roig marxés cap a l'oest declarant que "no hi ha garantia que els soviètics prenguin part activa a la guerra i, a més, un cop hagin entrat en territori polonès, no l'abandonaran mai"
L'1 de setembre de 1939, quan els alemanys van envair Polònia a una guerra no provocada i sense declarar, Śmigły-Rydz va ser nomenat Comandant en Cap de les Forces Poloneses. El 7 de setembre evacuà Varsòvia. La coordinació de les forces poloneses no trigà a desaparèixer donats els problemes de comunicació, que sostreien a Rydz la possibilitat de comandar els exèrcits. L'11 de setembre ordenà des de Brześć que Varsòvia havia de ser defesa a qualsevol cost. En el seu plantejament, Varsòvia i la Fortalesa de Modlin havien de ser dues ciutadelles a la Polònia central, sostenint la lluita durant mesos, mentre que les forces poloneses esperaven l'atac promès pels aliats francesos i britànics. El que Śmigły-Rydz no sabia és que ni França ni Gran Bretanya no tenien cap pla, i de fet estaven esperant la caiguda de Polònia. El seu pla va acabar d'enfonsar-se quan el 17 de setembre les forces soviètiques van envair Polònia des de l'est. Assumint que la defensa contra tots dos veïns seria impossible, Śmigły-Rydz ordenà la retirada cap a Romania, evitant la lluita contra els soviètics.
El 18 de setembre de 1939, després d'evitar de ser capturat tant per les tropes soviètiques com per les alemanyes, va travessar la frontera romanesa, on va ser internat. La fugida a Romania del govern polonès va evitar que Polònia hagués de signar la rendició i permeté als soldats polonesos mantenir la lluita amb l'Alemanya nazi. Molts soldats polonesos es van reagrupar a França i, després, a Gran Bretanya, creant noves unitats poloneses.

### Els darrers anys
Śmigły-Rydz, com a Comandant en Cap de les Forces Armades Poloneses, va assumir tota la responsabilitat per la derrota militar de setembre de 1939. No hi havia excuses per a ell, tot i que Polònia havia estat atacada a traïció per tots dos costats per dues de les màquines militars més poderoses de tot el món: la Wehrmacht i l'Exèrcit Roig. Per un altre costat, tampoc no es pot negar que si bé Rydz era un comandant experimentat i extremadament hàbil en fronts petits, no havia lluitat en un gran conflicte. Ja el 1922, a una avaluació dels generals polonesos, Piłsudski va escriure sobre ell: "al treball operatiu mostra un gran sentit comú i molta energia. El recomanaria sempre com a comandant d'un exèrcit, però no obstant no estic segur de què tingui suficients habilitats per funcionar com a comandant en cap a una guerra entre dues nacions"
Durant el seu internament romanès, inicià la creació del Subterrani Polonès. Estava basat en oficials lleials a la memòria d'en Piłsudski. Encara a Romania, el 27 d'octubre va dimitir de les seves funcions com a Comandant en Cap i Inspector General de les Forces Armades, assumint dites funcions en Władysław Sikorski, que es trobava amb el govern exiliat a França i després a Gran Bretanya. En Śmigły-Rydz va ser traslladat del camp d'internament a la vila d'un exrimer ministre romanès a Dragoslavele, d'on va escapar el 10 de desembre de 1940 i travessà la frontera il·legalment cap a Hongria.
La seva fugida a Hongria, i els seus plans de retorn a Polònia van provocar considerables molèsties al seu rival polític Sikorski, que era Primer Ministre. Sikorsi era opositor a Śmigły-Rydz i a Piłsudski des del Cop de 1926. Mai no va acceptar un comandament militar de Śmigły-Rydz al setembre de 1939, i ara declarava a un telegrama al general Stefan Grot-Rowecki, líder del grup de resistència Armia Krajowa (AK) que "el govern polonès assumiria una estada del Mariscal a Polònia com un sabotatge del seu treball al país. El Mariscal ha de traslladar-se tan aviat com sigui possible a algun país de l'imperi Britànic". Tot i això, en Śmigły-Rydz deixà Hongria el 25 d'octubre de 1941 i entrà a Polònia a través d'Eslovàquia, arribant el 30 d'octubre a Varsòvia en un secret estricte, per a participar en el moviment de resistència com un simple soldat ras més, suspenent voluntàriament el seu rang de Mariscal de Polònia. Aconseguí establir contacte amb en Grot-Rowecki, però no arribà a participar en cap combat, car traspassà d'un atac de cor el 2 de desembre de 1941, tot just 5 setmanes després de la seva arribada a Varsòvia. Va ser enterrat a Varsòvia sota l'àlies d'"Adam Zawisza". La seva tomba al Cementiri de Powązki portà aquest nom fins al 1991.

### Llegat
Després de la II Guerra Mundial la seva reputació quedà malmesa: a la Polònia Comunista i a la Unió Soviètica va ser desacreditat per la seva participació en la Guerra Poloneso-Soviètica de 1920 i per la repressió política sota el govern militarista de la dècada dels 30. A occident, sota la influència dels cercles anti-Pilsudski amb Władysław Sikorski com el seu màxim representant, se'l veia fugint del camp de batalla el 1939, sense cap reconeixement al fet de la derrota polonesa davant de nazis i soviètics.
Fins al 1990 no va ocupar el seu lloc a la memòria nacional Polonesa, com un patriota que va sacrificar la seva vida al servei de la seva nació i com un dels herois tràgics de la Història de Polònia.

## Condecoracions
Orde de l'Àliga Blanca
 Comandant de l'Orde Virtuti Militari
 Gran Creu de l'Orde Polònia Restituta
 Creu al Valor (4 cops)
 Creu al Mèrit d'Or
 Creu de la Independència amb espases
 Gran Creu de l'Orde de l'Estrella (Romania)
 Gran Creu de l'Orde de la Corona d'Itàlia
 Creu al Mèrit Militar (Itàlia)
 Gran Creu de la Legió d'Honor (França)
 Gran Oficial de l'Orde de la Rosa Blanca (Finlàndia)
1. Gran Creu de l'Orde del Águila Blanca (Iugoslàvia)
2. Gran Creu de l'Orde de Saint Sava (Iugoslàvia)
3. Gran Creu de l'Orde del Mérit (Hongria)
4. Gran Creu de l'Orde del Sol Naixent (Japó)
5. Cavaller de l'Orde del Bearslaver (Letònia)
6. Medalla Pulaski (EUA)